# Thomas Sterling
Thomas Sterling é um pesquisador da NASA, criador do primeiro cluster da classe beowulf, em 1992, juntamente com Donald Becker, quando a agência necessitava de um equipamento que processasse na ordem de um gigaflop (equivalente a um bilhão de operações em ponto flutuante por segundo).